# 로돌포 그라치아니

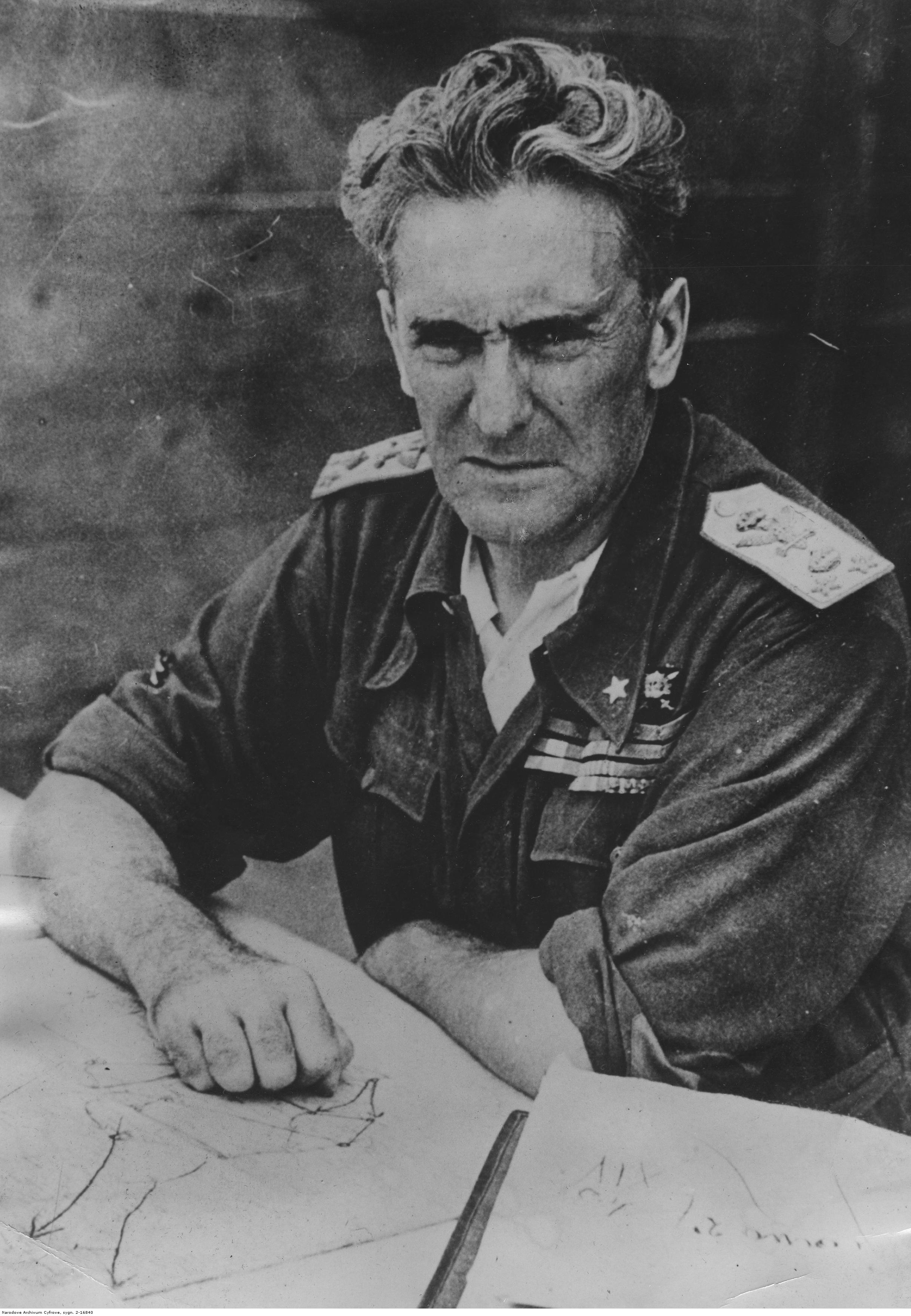

로돌포 그라치아니(Rodolfo Graziani, 1882년 8월 11일 ~ 1955년 1월 11일)는 이탈리아 육군에 복무한 이탈리아의 저명한 군인으로, 제2차 세계 대전 및 그 이전에 아프리카에서 펼친 군사 작전으로 잘 알려져 있다. 파시스트로서 비토리오 에마누엘레 3세 통치 기간 중에 이탈리아 군사의 주요 인물이었다.

## 생애
로돌프 그라치아니는 프로시노네도의 필레티노에서 태어났다.